# Kim Kulig
Pour les articles homonymes, voir Kulig.
Kim Kulig, née le 9 avril 1990 à Herrenberg, est une footballeuse allemande évoluant au poste de milieu de terrain. Internationale allemande depuis 25 février 2009 lors d'un match contre la Chine devenu entraîneuse.

## Palmarès et distinctions

### Palmarès
- Championne d'Europe : 2009.

### Récompenses individuelles
Kim Kulig reçoit la médaille Fritz Walter en 2008. Cette distinction est remise annuellement par la Fédération allemande de football (DFB) aux meilleurs jeunes footballeurs allemands de l'année dans diverses catégories, Kim Kulig étant alors nommée meilleure joueuse allemande.